# غلاديس ليمان
غلاديس ليمان (بالإنجليزية: Gladys Lehman)‏ هي كاتبة سيناريو أمريكية، ولدت في 24 يناير 1892 في أوريغون في الولايات المتحدة، وتوفيت في 7 أبريل 1993 في شاطئ نيوبورت في الولايات المتحدة بسبب ذات الرئة.

## وصلات خارجية
- غلاديس ليمان على موقع IMDb (الإنجليزية)
- غلاديس ليمان على موقع ألو سيني (الفرنسية)
- غلاديس ليمان على موقع أول موفي (الإنجليزية)
- غلاديس ليمان على موقع قاعدة بيانات الأفلام السويدية (السويدية)
- غلاديس ليمان على موقع قاعدة بيانات الفيلم (الإنجليزية)
- غلاديس ليمان على موقع كينوبويسك (الروسية)